# Єгудиїл (лінійний корабель, 1843)
«Єгудиїл» (рос. «Ягудиил» або «Иегудиил») — 84-гарматний вітрильний лінійний корабель типу «Султан Махмуд» Чорноморського флоту Російської імперії.

## Опис
Один із восьми вітрильних 84-гарматних лінійних кораблів типу «Султан Махмуд», що будувалися в Миколаєві з 1836 по 1845 рік. Прототипом серії послужив корабель «Силістрія». Кругла корма цих кораблів підвищувала міцність корпусу, в його наборі використовували металеві деталі, а прядив'яні канати замінили на якір-ланцюги. В конструкції корабля максимально використовували метал, що використовувався навіть в кріпленні і декоруванні кормового балкону. В
одотоннажність корабля становила 3790 тонн, довжина між перпендикулярами — 59,7 метри, довжина по деку — 60,1—60,2 метри, ширина — 15,8—16,3 метри, глибина інтрюма — 8,1 метри, осадка — 7,2 метри.
Озброєння корабля за відомостями з різних джерел становили від 84 до 96 гармат, з них від п'ятдесяти восьми до шістдесяти чотирьох 36-фунтових гармат, двадцять 24-фунтових гармат або гарматів-карронад, дві 24-фунтові, сім 18-фунтових, дві 12-фунтові і дві 8-фунтові карронади, а також чотири 1-пудових єдинороги. Екіпаж корабля складав 750 осіб.
Названий на честь одного з восьми християнських архангелів Єгудиїла. Корабель став останнім із трьох вітрильних лінійних кораблів російського флоту, названих іменем архангела Єгудиїла.

## Історія
Закладений у Миколаєві на стапелі Спаського адміралтейства 21 вересня 1839 року, головний будівник — підполковник корпусу корабельних інженерів І. С. Дмитрієв. Після спуску на воду 17 вересня 1843 року перейшов до Севастополя і увійшов до складу Чорноморського флоту Російської імперії.
Під час військових кампаній Російської імперії у 1845, 1847, 1849 і 1851 роках у складі ескадр кораблів Чорноморського флоту брав участь у практичних плаваннях у Чорному морі. Навесні 1851 року також перебував у складі загону, який здійснював перекидання військ із Севастополя до Одеси. При цьому в кампаніях 1847, 1849 і 1851 років на «Єгудиїлі» тримав свій прапор командир 1-ї бригади 4-ї флотської дивізії П. С. Нахімов.
У 1852 і 1853 роках знову виходив у практичні плавання в Чорне море, зокрема 29 червня брав участь у навчальній битві, а під час навчальної атаки флоту на Севастопольський рейд 12 серпня перебував у складі сторони, що обороняється. У кампанію того ж 1853 року з 17 вересня по 2 жовтня у складі ескадри віцеадмірала П. С. Нахімова брав участь у перевезенні військ із Севастополя до Сухум-Кале. Так, на кораблі було перевезено 947 солдатів і офіцерів Литовського полку 13-ї дивізії.

### Під час Кримської війни
Брав участь у Кримській війні. 11 жовтня 1853 року вийшов із Севастополя до анатолійського берега для пошуку турецьких суден у складі ескадри віцеадмірала П. С. Нахімова, проте під час плавання на кораблі почалася затікання води, і він у складі ескадри контрадмірала Ф. М. Новосильського 11 листопада був змушений повернутися до Севастополя.
З квітня 1854 року перебував біля входу в Південну бухту, проте пізніше був переведений у глибину бухти. У жовтні 1854 року майже щодня брав участь у бомбардуванні батарей противника.
28 серпня 1855 року під час залишення міста гарнізоном «Єгудиїл» був затоплений на Севастопольському рейді. Через мілководдя біля Павловського мису корабель не повністю занурився у воду, у зв'язку з чим екіпажу довелося спалити ту його частину, що виступала з води. Після війни під час розчищення Севастопольської бухти у 1857 році корпус корабля було підірвано.

## Командири
- П. Є. Шпіцберг (1844—1849);
- П. І. Кислинський (1850—1855).